# Моріс Майкл Отунга
Моріс Майкл Отунга (англ. Maurice Michael Otunga; 31 січня 1923, Чебуква, протекторат Занзібар — 6 вересня 2003, Найробі, Кенія) — перший кенійський кардинал. Титулярний єпископ Такапе і допоміжний єпископ Кісуму з 17 листопада 1956 по 21 травня 1960. Єпископ Кісії з 21 травня 1960 по 15 листопада 1969. Титулярний архиєпископ Бомарци і коад'ютор Найробі, з правом успадкування, з 15 листопада 1969 року по 24 жовтня 1971 року. Архієпископ Найробі з 24 жовтня 1971 по 14 травня 1997. Військовий ординарій Кенії з 24 січня 1981 року по 13 вересня 1997 року. Кардинал-священик з титулом церкви S. Gregorio Barbarigo alle Tre Fontane з 5 березня 1973 року.